# 対象
対象（たいしょう、object）とは、認識や意志、欲求のような意識や行為が向けられるもののことである。由来はラテン語のobjectum。広義には客体と同一視することもあり、一般には狭義である目標物または相手の意味でも用いられる。尚、主題に対立し、物的なものから心的なものまでありとあらゆるものが対象となる。

## 哲学における対象

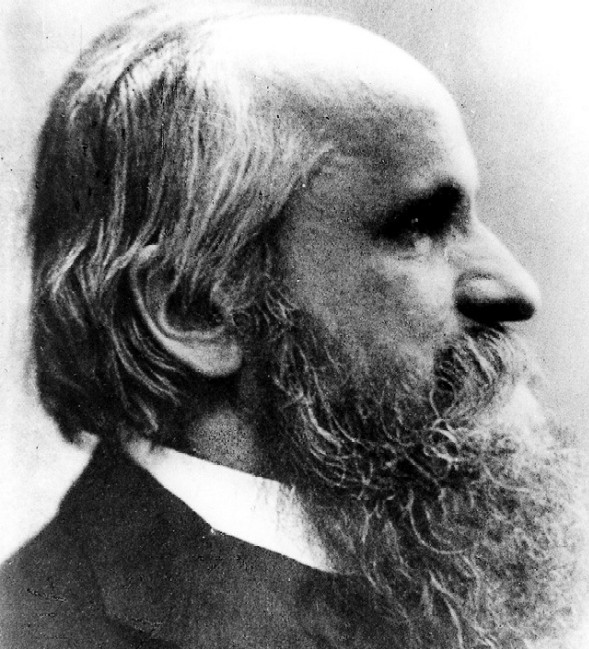
対象論を提唱したアレクシウス・マイノング

哲学ではこの対象の概念には様々なものがあり、特に対象とその相関者としての主観との関係により、様々な学説が存在するため、一義的に定義され得ない。この中でも顕著なものとしてはマイノングの対象論 (Gegenstandstheorie) で、ここでは対象の存在、非存在に関わらず考察することを重要視する。

## 参考資料
- ブリタニカ国際大百科事典 小項目版(TBSブリタニカ、1993年)
- 日本大百科全書(小学館、1994年)